# برونو روسي
برونو روسي (بالإيطالية: Bruno Rossi)‏ (و. 1905 – 1993 م) هو عالم فلك، وعالم فيزياء فلكية، وفيزيائي، وأستاذ جامعي من إيطاليا. ولد في البندقية.
شارك في مشروع مانهاتن .
وهو عضو في الأكاديمية الوطنية للعلوم، والأكاديمية الأمريكية للفنون والعلوم .
توفي في كامبريدج، ماساتشوستس.

## التعليم
تعلم في جامعة بولونيا

## مناصب وهيئات
أدار جامعة باليرمو، وجامعة كورنيل، وجامعة شيكاغو.

## جوائز
حصل على جوائز منها:
- جائزة وولف في الفيزياء (1987)
- وسام إليوت كريسون
- قلادة العلوم الوطنية الأمريكية.